# Pascaline Mariot
 (mars 2025).
Motif : Joueuse ayant évolué plusieurs saisons en D1 mais notoriété non démontrée
- Archive Wikiwix
- Bing
- Cairn
- DuckDuckGo
- E. Universalis
- Gallica
- Google
- G. Books
- G. News
- G. Scholar
- Persée
- Qwant
- (zh) Baidu
- (ru) Yandex
- (wd) trouver des œuvres sur Wikidata

| 1. | Préciser le motif de la pose du bandeau. | Précisez le motif de la pose du bandeau en utilisant la syntaxe suivante : {{admissibilité à vérifier\|date=août 2025\|motif=remplacez ce texte par le motif}}                        |
| 2. | Informer les utilisateurs concernés.     | Pensez à avertir le créateur de l'article, par exemple, en insérant le code ci-dessous sur sa page de discussion : {{subst:avertissement admissibilité à vérifier\|Pascaline Mariot}} |

 (mars 2025).
Pascaline Mariot est une handballeuse française née le 26 janvier 1981.

## Biographie
En 2003, elle est championne d'Europe avec le club de Besançon,.
Elle évolua au poste d'arrière gauche.

## Clubs
Elle évolua notamment à Nîmes et à Besançon.